# راوؤل كوتارد
راوؤل كوتارد (بالفرنسية: Raoul Coutard )‏ (و. 1924 – 2016 م) هو مصور سينمائي، وكاتب سيناريو، ومصور حربي ‏ فرنسي، ولد في باريس، توفي عن عمر يناهز 92 عاماً.

## وصلات خارجية
- راوؤل كوتارد على موقع IMDb (الإنجليزية)
- راوؤل كوتارد على موقع ألو سيني (الفرنسية)
- راوؤل كوتارد على موقع أول موفي (الإنجليزية)
- راوؤل كوتارد على موقع قاعدة بيانات الأفلام السويدية (السويدية)
- راوؤل كوتارد على موقع قاعدة بيانات الفيلم (الإنجليزية)
- راوؤل كوتارد على موقع كينوبويسك (الروسية)